# Quận Shelby, Illinois
Quận Shelby là một quận thuộc tiểu bang Illinois, Hoa Kỳ.
Quận này được đặt tên theo. Theo điều tra dân số của Cục điều tra dân số Hoa Kỳ năm 2000, quận có dân số người. Quận lỵ đóng ở.

## Địa lý
Theo Cục điều tra dân số Hoa Kỳ, quận có diện tích km2, trong đó có km2 là diện tích mặt nước.

## Thông tin nhân khẩu
Theo điều tra dân số 2 năm 2000, quận này đã có dân số 22.893 người, 9.056 hộ gia đình, và 6.502 gia đình sống trong quận hạt. Mật độ dân số là 30 người trên một dặm vuông (12/kmТВ). Có 10.060 đơn vị nhà ở với mật độ trung bình 13 trên một dặm vuông (5/kmТВ). Thành phần chủng tộc của cư dân sinh sống trong quận gồm 98,94% người da trắng, 0,15% da đen hay Mỹ gốc Phi, 0,14% người Mỹ bản xứ, 0,21% người Mỹ gốc Á, 0,14% từ các chủng tộc khác, và 0,41% từ hai hoặc nhiều chủng tộc. 0,48% dân số là người Hispanic hay Latino thuộc một chủng tộc nào. 35,1% là người gốc Đức, 24,7% người Mỹ, 10,7% và 10,4% Ailen gốc tiếng Anh theo điều tra dân số năm 2000.
Có 9.056 hộ, trong đó 31,00% có trẻ em dưới 18 tuổi sống chung với họ, 61,20% là đôi vợ chồng sống với nhau, 7,10% có một chủ hộ nữ và không có chồng, và 28,20% là không lập gia đình. 25,40% hộ gia đình đã được tạo ra từ các cá nhân và 13,30% có người sống một mình65 tuổi hoặc cao hơn. Cỡ hộ trung bình là 2,50 và cỡ gia đình trung bình là 2,99.
Trong quận cơ cấu độ tuổi dân cư được trải ra với 25,00% dưới độ tuổi 18, 7,60% 18-24, 26,20% 25-44, 23,40% từ 45 đến 64, và 17,80% từ 65 tuổi trở lên người. Độ tuổi trung bình là 39 năm. Đối với mỗi 100 nữ có 97,50 nam giới. Đối với mỗi 100 nữ 18 tuổi trở lên, đã có 94,70 nam giới.
Thu nhập trung bình cho một hộ gia đình trong quận đạt mức USD 37.313, và thu nhập trung bình cho một gia đình là USD 44.372. Phái nam có thu nhập trung bình USD 31.904 so với 21.075 USD đối với phái nữ. Thu nhập bình quân đầu người là 17.313 USD. Có 6,50% gia đình và 9,10% dân số sống dưới mức nghèo khổ, bao gồm 11,90% những người dưới 18 tuổi và 9,80% của những người 65 tuổi hoặc cao hơn.